# 마디잘록이과
마디잘록이과(Lomentariaceae)는 진정홍조강 분홍치목에 속하는 홍조류과의 하나이다. 7속 57종으로 이루어져 있다. 애기마디잘록이(Lomentaria hakodatensis) 등을 포함하고 있다.

## 하위 속
- Binghamia
- Binghamiopsis
- Ceratodictyon
- Chondrothamnion
- 마디잘록이속 (Lomentaria)
- Semnocarpa
- Stirnia